# Agualeguas
Agualeguas è un comune del Messico, situato nello stato di Nuevo León, il cui capoluogo è la località omonima.
Conta 2.439 abitanti (2015) e ha una estensione di 978,99 km². 	 	
Il nome della località ricorda gli indios Gualeguas, che abitarono la regione.